# Crocidura
Crocidura är ett släkte i familjen näbbmöss. Med omkring 170 arter är släktet ett av de artrikaste av alla däggdjur. Medlemmar av släktet förekommer i Eurasien och Afrika.

## Kännetecken
Pälsen är tät och len. Färgen är på ovansidan brun, grå eller svart och på undersidan ibland ljusare. Vid den långa svansen och vid kroppens bakre delar finns fransiga långa hår. Några arter har dessutom korta borstar på svansen. Dessa näbbmöss når en kroppslängd mellan 4 och 18 centimeter och därtill kommer en 4 till 11 centimeter lång svans. Vikten varierar mellan 3 och 65 gram.
Klorna vid framtassarna är jämförd med andra näbbmöss korta.
De har 28 tänder med vit tandemalj. På varje sida av överkäken förekommer, förutom framtänder och kindtänder, tre enkla tänder med en spets (istället för en hörntand). Tandformeln är I 1/1, enkla tänder eller hörntand 3/1, P 1/1, M 3/3. För att bestämma arten behövs oftast mätningar av skallens detaljer samt genetiska undersökningar.
Hos de flesta släktmedlemmarna är svansen nära bålen tjock och den blir fram till slutet smalare. På svansen förekommer oftast några glest fördelade styva hår och några längre hår. Arterna har fem fingrar och fem tår som alla är utrustade med klor.

## Utbredning och habitat
Crocidura lever bara i gamla världen i Eurasien och Afrika. De flesta arterna förekommer i centrala Afrika. De vistas i olika habitat, bland annat skogar, gräsmarker och odlade regioner. Vissa arter uppsöker människans byggnader.
I Centraleuropa förekommer fältnäbbmus, trädgårdsnäbbmus och husnäbbmus.

## Levnadssätt
Liksom hos andra näbbmöss utgörs födan främst av ryggradslösa djur (daggmaskar, insekter) och arterna kännetecknas av en hög ämnesomsättning. Ofta äter de per dag föda som motsvarar den egna kroppsvikten. Arterna livnär sig även av groddjur och ödlor. Individer i fångenskap matades framgångsrik med kadaver av olika djur. Honor kan para sig en eller flera gånger per år och efter dräktigheten som varar tre till fyra veckor föds 1 till 10 ungar per kull. Nyfödda ungar är nakna och blinda. De öppnar sina ögon efter cirka 13 dagar, har päls efter ungefär 16 dagar och diar sin mor cirka 20 dagar. Könsmognaden infaller efter två till tre månader. Ungdjur av olika arter bildar med sin mor en procession när de vandrar. Enstaka exemplar kan leva fyra år.
Släktets arter vistas främst på marken och vissa kan klättra i växtligheten. De lever inte underjordisk och de undviker vattendrag samt dammar. För att vila kan de gräva en jordhåla eller de använder bon som skapades av andra djur som gnagare. En annan variant av sovplats byggs av kvistar och blad.
Vuxna individer är allmänt aggressiva mot varandra men hos europeiska arter kan under vintern mindre flockar förekomma.

## Hot
Hotad är främst arter med ett mindre utbredningsområde. IUCN listar 5 till 6 arter som akut hotade (critically endangered), cirka 15 arter som starkt hotade (endangered) och ungefär 20 arter som sårbar (vulnerable). För flera arter saknas informationer om populationens storlek.
Arten C. trichura som är endemisk på Julön är kanske redan utdöd.